# Ołtarz z Wiener Neustadt

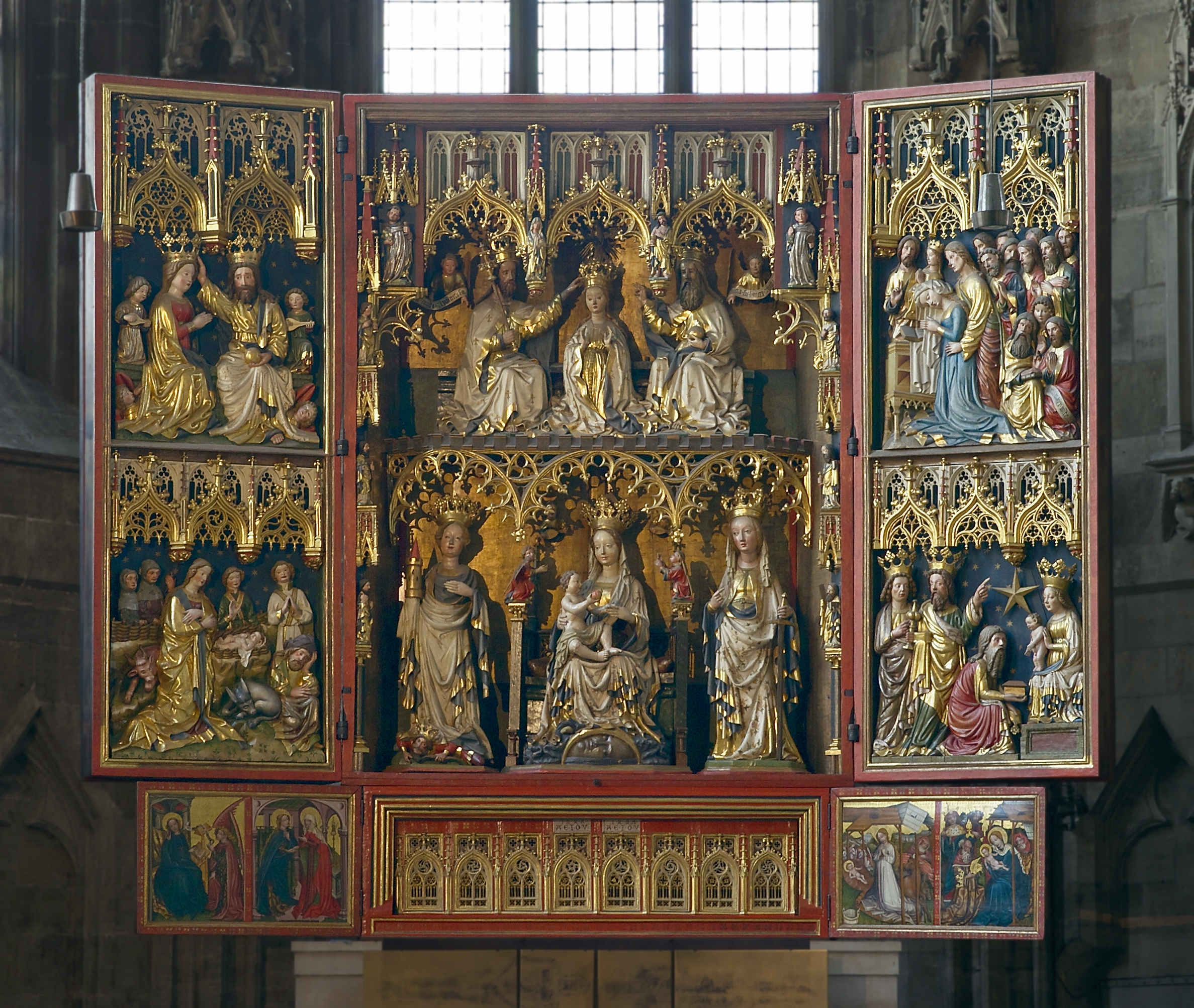
Ołtarz z Wiener Neustadt

Ołtarz z Wiener Neustadt znany także jako ołtarz Fryderyka (niem. Friedrichsaltar) – cenny przykład gotyckiej rzeźby i malarstwa z I połowy XV w. Dzieło anonimowych austriackich rzeźbiarzy i malarzy wykonane na zlecenie cesarza Fryderyka III. Znajduje się w wiedeńskiej katedrze Świętego Szczepana.

## Dzieje
Ołtarz znajduje się we wschodniej części północnej nawy katedry przy absydzie. Jest to gotycki poliptyk zwany ołtarzem z Wiener Neustädt (niem. Wiener Neustädt Altar), wykonany w 1447 na zlecenie cesarza Fryderyka III, który spoczywa we wschodniej części nawy południowej. Na predelli umieszczono skrót dewizy Habsburgów – AEIOU.
- Austria est imperio optime unita: Austria jest cesarstwem, najlepszą jednością.
- Austria erit in orbe ultima: Austria przetrwa najdłużej na świecie.
- Austria est imperare orbi universo: Austria jest cesarstwem które rządzi światem.

Cesarz Fryderyk ofiarował to dzieło opactwu cysterskiemu w Viktring (okolice Klagenfurt am Wörthersee), pozostało tam aż do kasacji zakonu w 1786 w ramach programu reform cesarza Józefa II. Następnie ołtarz przekazano opactwu św. Bernarda z Clairvaux (także założone przez cesarza Fryderyka III) w Wiener Neustadt, ostatecznie w 1885 dzieło to przekazano wiedeńskiej katedrze ze względu na połączenie dwóch cysterskich klasztorów opactwa w Wiener Neustadt i opactwa w Heiligenkreuz.
Na jubileusz 100-lecia konsekracji tego monumentalnego dzieła (którego łączna powierzchnia wynosi 100 m²) w 1985 dokonano gruntownej konserwacji ołtarza, która trwała 20 lat, pracami kierowało 10 konserwatorów, którzy przepracowali 40 000 osobogodzin, koszty prac osiągnęły 1,3 miliona €.

## Wygląd
Od strony prezentacji poszczególnych scen retabulum z Wiener Neustadt trzy odsłony, pierwszą, kiedy ołtarz jest zamknięty całkowicie, drugą, po otwarciu pierwszej pary skrzydeł, oraz trzecią, po otwarciu drugiej pary. Trzecia odsłona jest otwarciem całkowitym.

### Ołtarz zamknięty

#### Malowidła kwater skrzydeł bocznych

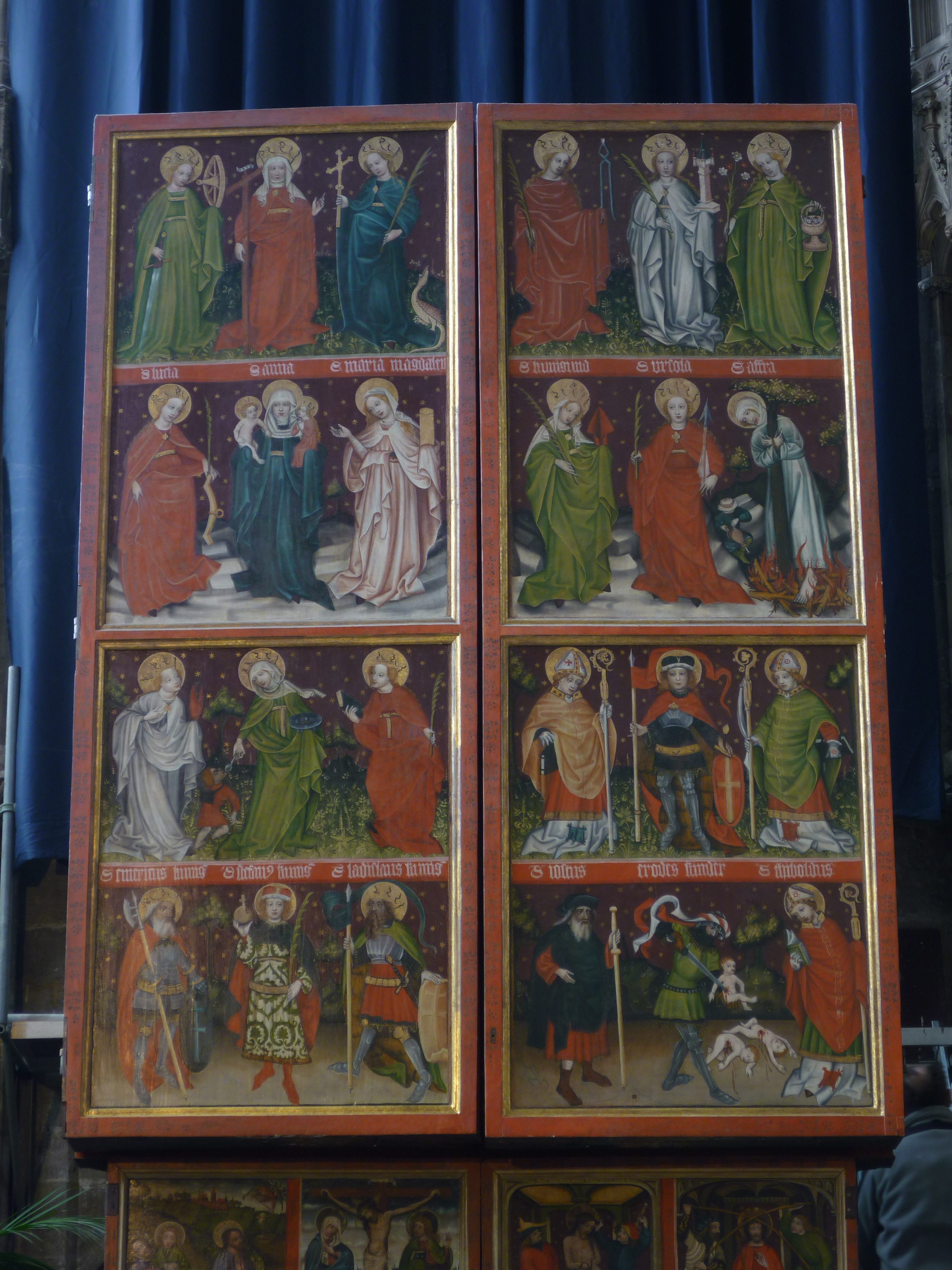
Ołtarz z Wiener Neustadt - zamknięty

Struktura odsłony powszechnej

W dni powszechnie ołtarz był całkowicie zamknięty. Odsłona jest podzielona na osiem prostokątnych kwater, z pełnopostaciowymi wizerunkami świętych, zgrupowanych po trzy postaci w danej kwaterze. Tło każdej z nich tworzy krajobrazowa sceneria oraz usiane gwiazdami niebo, o irracjonalnym, bordowym kolorze. Na obramieniach kwater utrzymanych w barwie cynobru oprócz malowanego w ciemnych tonacjach ozdobnego ornamentu roślinnego w niektórych częściach widnieją malowane białą minuskułą inskrypcje identyfikujące stojących poniżej świętych. Tożsamość większości pozostałych postaci umożliwiają ustalić typowe dla nich atrybuty.
- Katarzyna, Helena, Małgorzata (17)
- Apolonia, Barbara, Dorota (18)
- Łucja, Anna Samotrzeć, Maria Magdalena (19)
- Kunegunda, Urszula, Afra (20)
- Otylia, Elżbieta Węgierska, Cecylia (?) (21)
- Ludgar (?), nieznany, Święty Erhard (?) (22)
- Władysław, Emeryk, Stefan, (23)
- Jodok, Święci Młodziankowie, Teobald (24)

#### Predella
Zamknięte skrzydła predelli ukazują niezgodnie z narracją cztery sceny z Pasji Chrystusa:
| - Modlitwa w Ogrojcu (29) | - Ukrzyżowanie (30) | - Biczowanie (31) | - Koronowanie cierniem (32) |

### Druga odsłona (niedzielna)

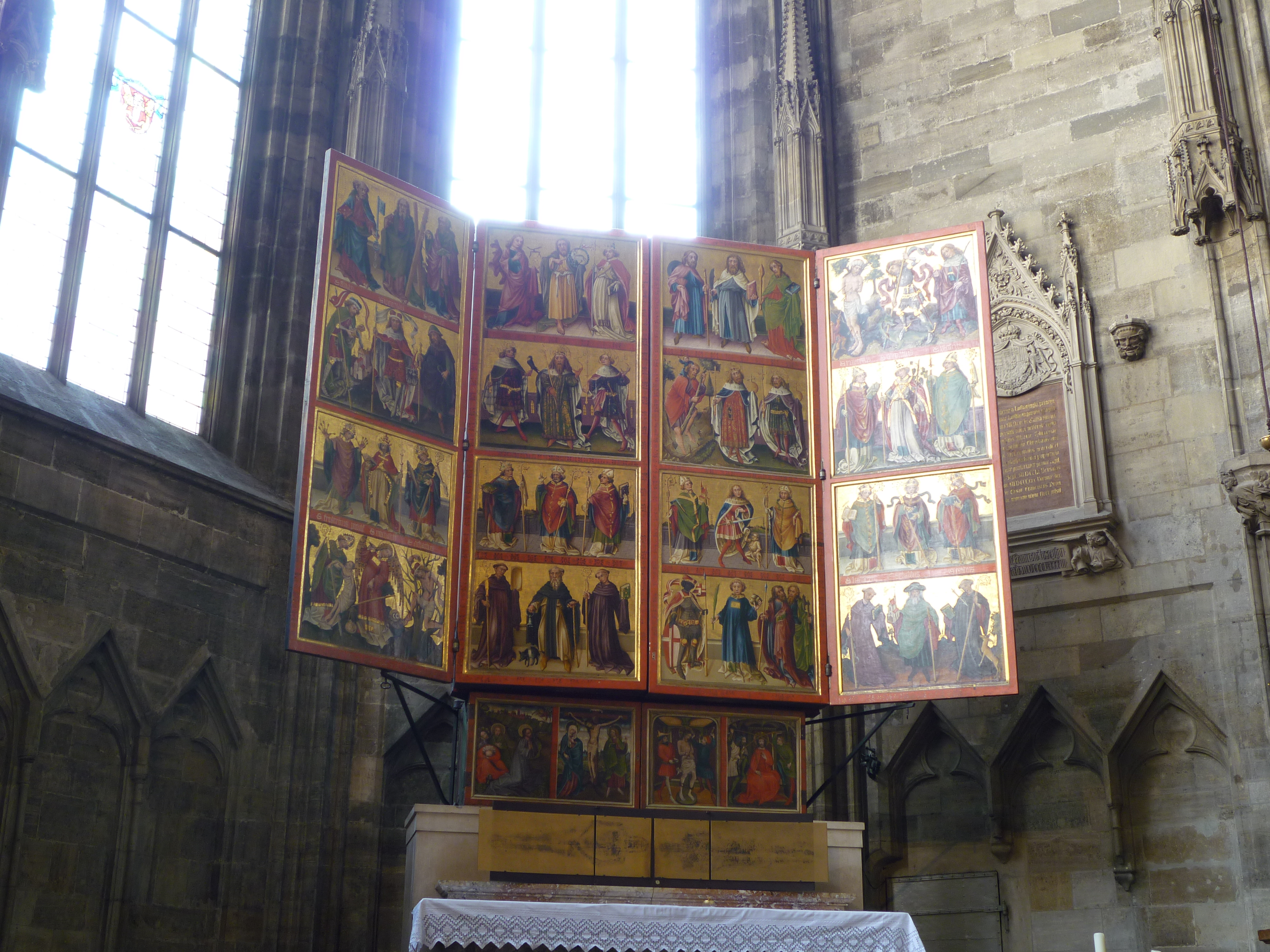
Ołtarz z Wiener Neustadt - odsłona niedzielna

Struktura odsłony niedzielnej

Odsłonę drugą (niedzielną) stanowi widok ołtarza po pierwszym otwarciu, kiedy to ukazują się widzowi kwatery będące awersami drugiej pary i rewersami pierwszej pary skrzydeł. Tworzy ją szesnaście prostokątnych kwater z pełnoplastycznymi wizerunkami świętych, także zgrupowanych po trzy postaci ukazanych w krajobrazowej lub architektonicznej scenerii na złotym tle.
| - Piotr, Andrzej, Paweł (1) - Jan Ewangelista, Jan Chrzciciel, Klemens (?) (2) - Jakub, Bartłomiej, Juda Tadeusz (3) - Sebastian, Jerzy, Wit (4) - Florian, Wacław, Koloman (5) - Oswald, Henryk, Ludwik Król (6) - Krzysztof, Karol Wielki, Zygmunt (7) - Rupert, Urban I, Błażej (8) | - Erazm, Sykstus II (?), Ulryk (9) - Nieznany, Mikołaj, nieznany (10) - Wolfgang, Marcin, nieznany (11) - Nieznany, nieznany, nieznany (12) - Frydolin, Archanioł Michał, Achacy (13) - Benedykt, Antoni, Bernard (14) - Maurycy, Szczepan, Tomasz, Maciej (15) - Leonard, Sebald, Idzi (16) |

### Trzecia odsłona (świąteczna)

#### Rzeźby w szafie

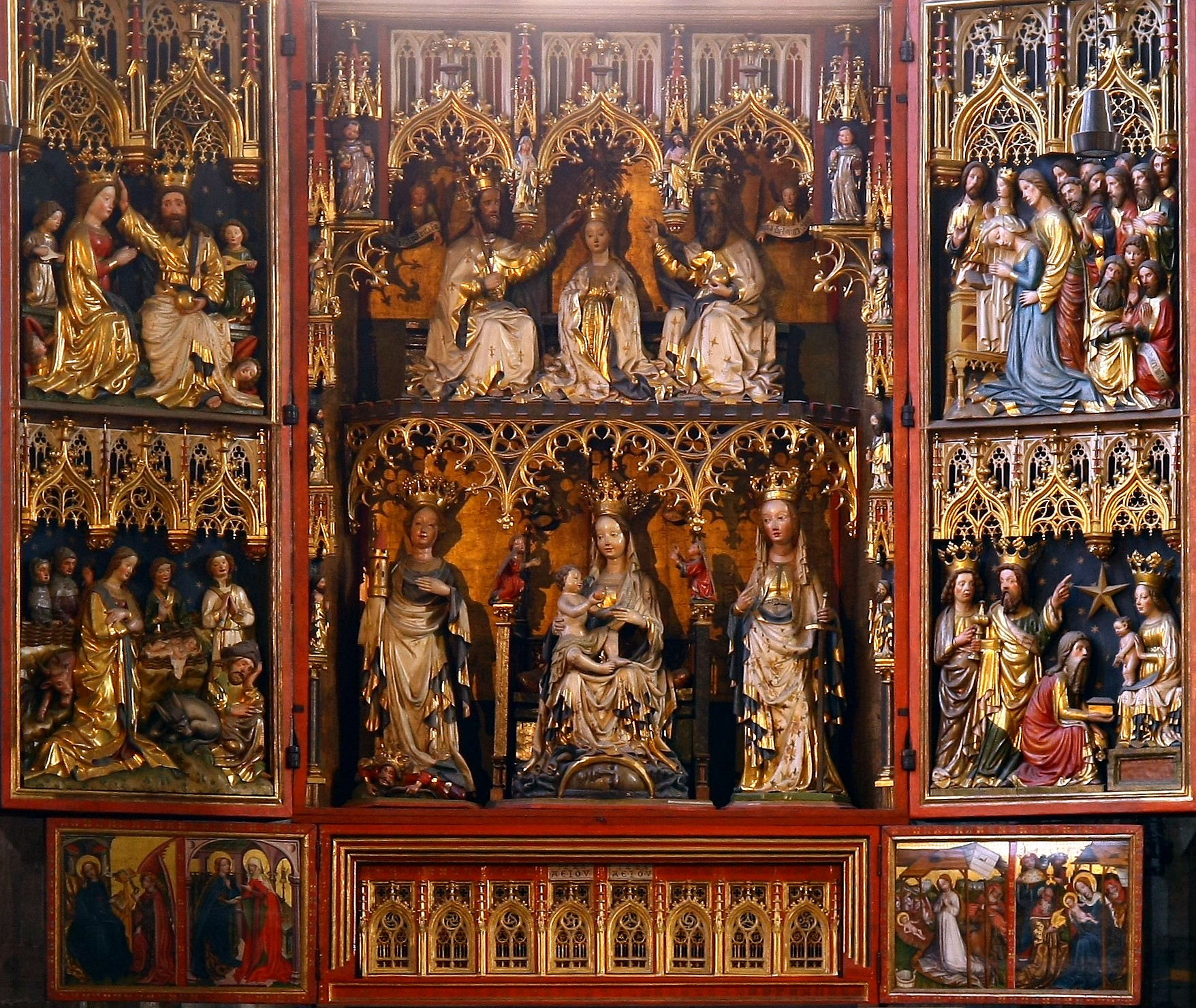
Ołtarz z Wiener Neustadt - widok trzeciej świątecznej

Struktura odsłony świątecznej

Odsłonę trzecią tworzy widok ołtarza po otwarciu drugiej pary skrzydeł. Ołtarz jest całkowicie otwarty, widok ten stanowi istotę i punkt wyjścia całości ołtarza. Środkową część tworzy szafa podzielona poziomo na dwie strefy, w których umieszczono po trzy większe pełnoplastyczne figury oraz po kilka mniejszych figurek aniołów, apostołów i świętych. Istotę tworzy tu wątek Marii jako Matki Bożej, Dziewicy i Królowej Świata. W dolnej strefie Maria zasiada na tronie, na jej kolanach siedzi Dzieciątko Jezus. Po bokach stoją święte Barbara oraz Katarzyna Aleksandryjska, najbardziej czczone w średniowieczu święte Dziewice. Razem z Marią tworzą wątek Sacra Conversazione. Całość przedstawienia wieńczy trójarkadowy ażurowy baldachim z bogatą dekoracją maswerkową. Po bokach pod wieżyczkowymi baldachimami figurki apostołów, świętych Szymona i Jakuba oraz Pawła i Andrzeja.
Powyżej ukazano scenę Koronacji Marii przez Trójcę Świętą: tronujących Boga Ojca (z koroną i jabłkiem) po lewicy, Jezusa (z koroną i berłem) po prawicy oraz powyżej Marii gołebicę Ducha Świętego. Całości sceny nadano królewski, ceremonialny charakter; Maria przyklękuje, przyjmując z rąk Chrystusa koronę i Boże błogosławieństwo. U góry znajduje się bogato zdobiony gotyckimi formami architektonicznymi baldachim, gdzie widoczne są małe figurki aniołów oraz wyróżniające się postaci Chrystusa i Matki Bolesnej przypominające współudział Marii w Pasji będącej odniesieniem do Eucharystii (Chrystus Boleściwy trzyma kielich). Po bokach figurki świętych Bernarda i Benedykta oraz Jana i Piotra.

#### Rzeźby w kwaterach skrzydeł
Na skrzydłach bocznych trzeciej odsłony ukazano cztery płaskorzeźbione sceny z życia Chrystusa i Marii, które wieńczą ażurowe baldachimy, z motywami łuków w ośli grzbiet oraz fialami i bogatą dekoracją maswerkową. Pod nimi następujące przedstawienia:
| - Triumf Marii (A) - Boże Narodzenie (C) | - Zaśnięcie Marii (B) - Pokłon Trzech Króli (D) |

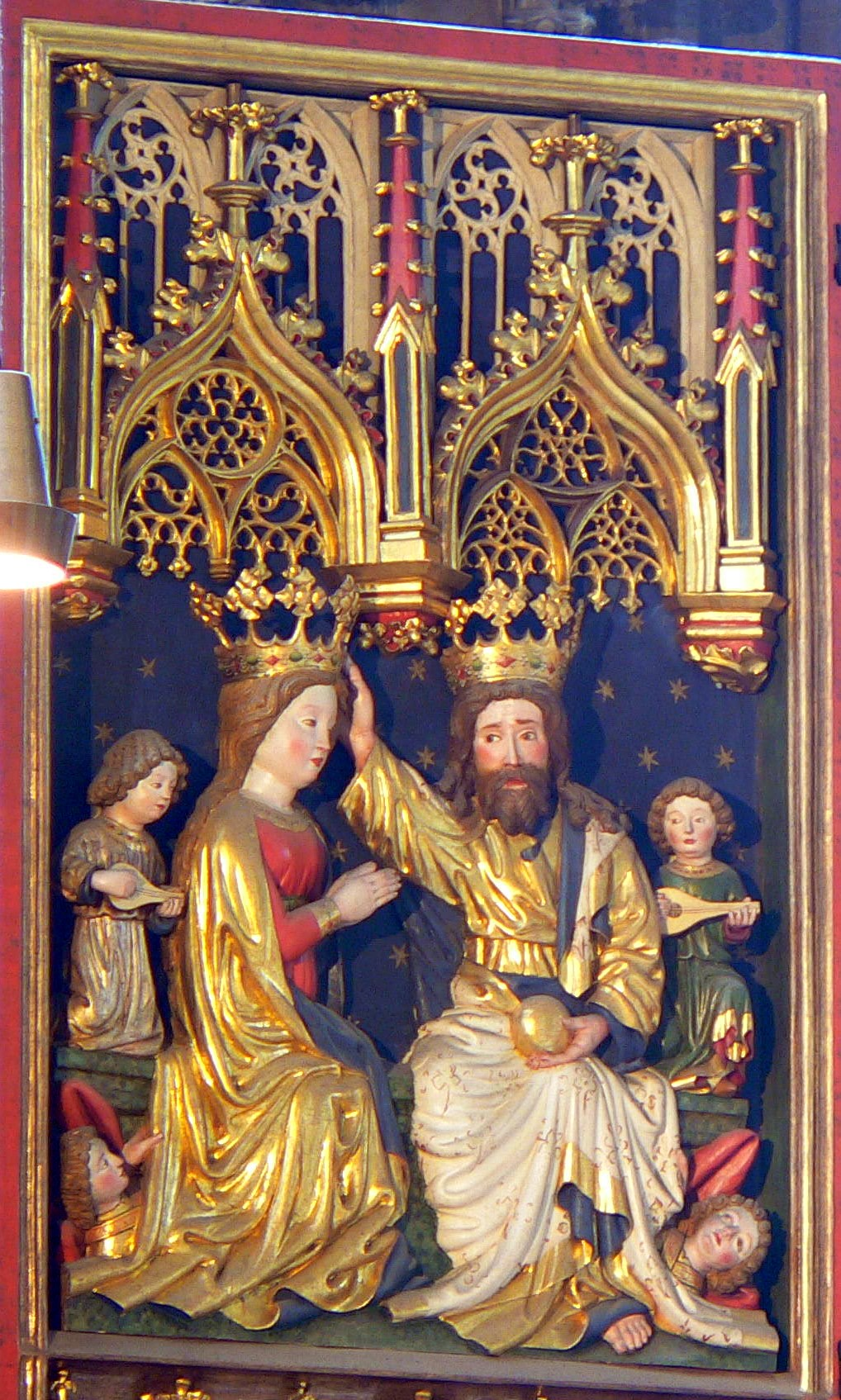
Lewe skrzydło boczne, strefa górna: Triumf Marii
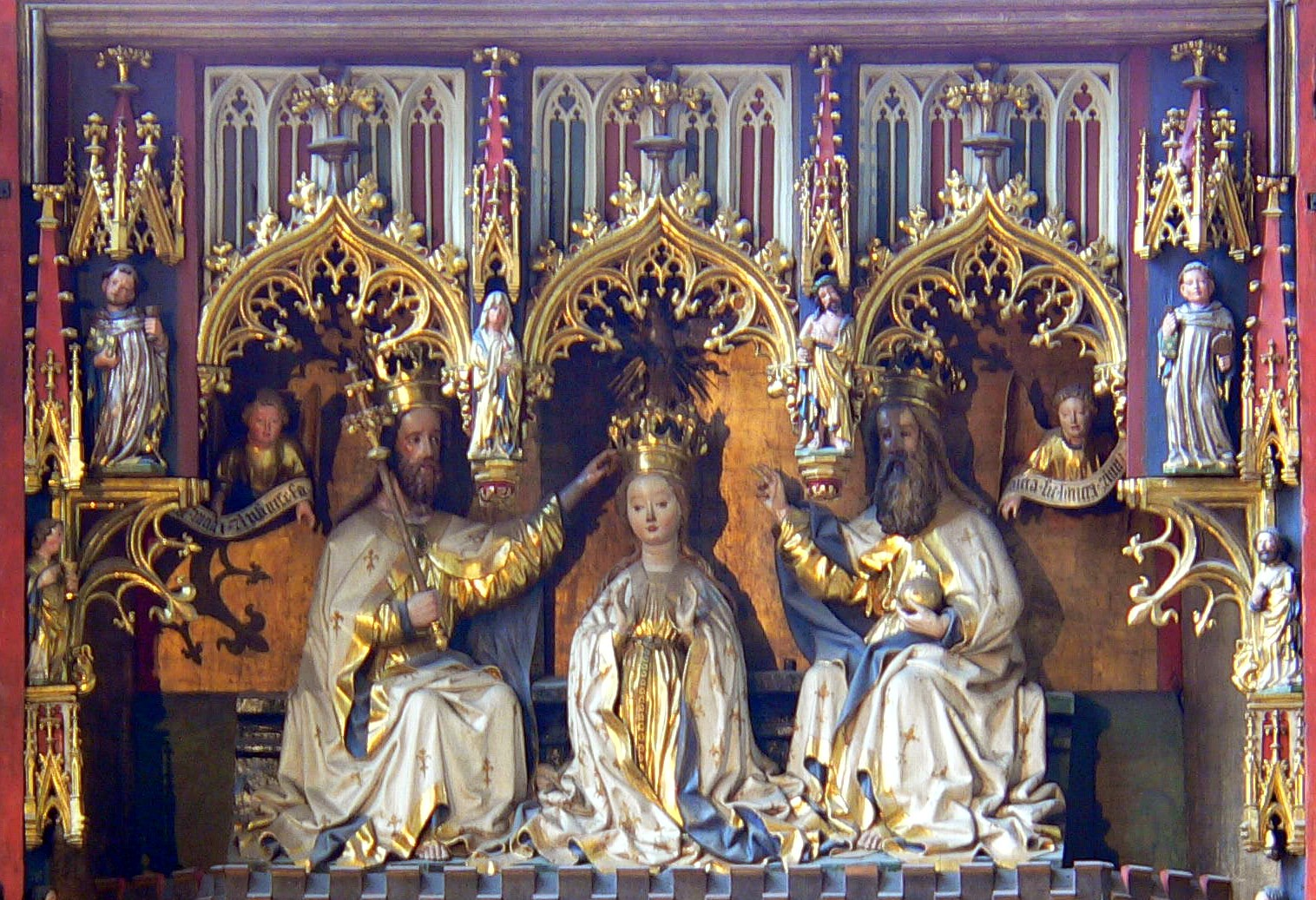
Część środkowa, strefa górna: Koronacja Marii
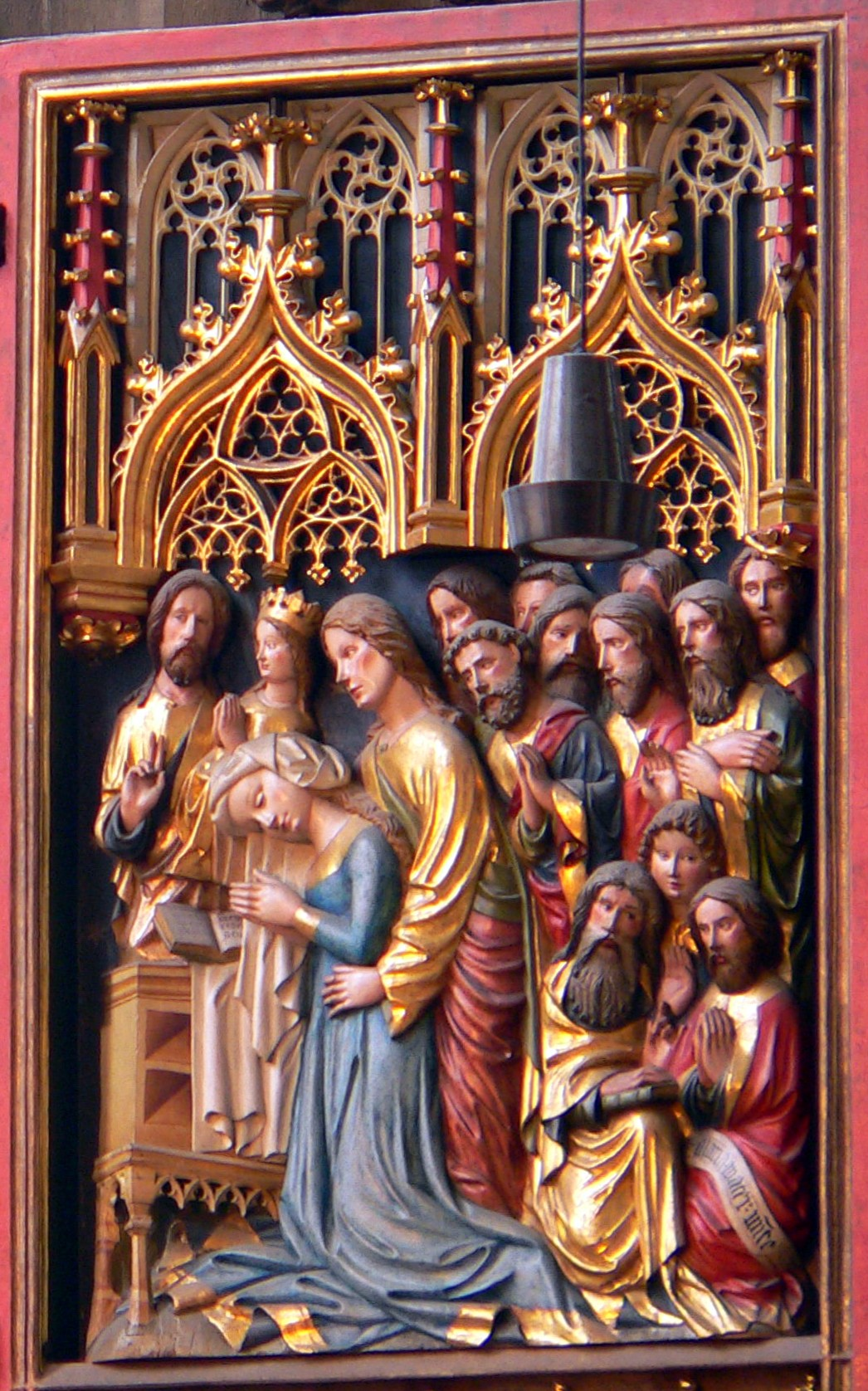
Prawe skrzydło boczne, strefa górna: Zaśnięcie Marii

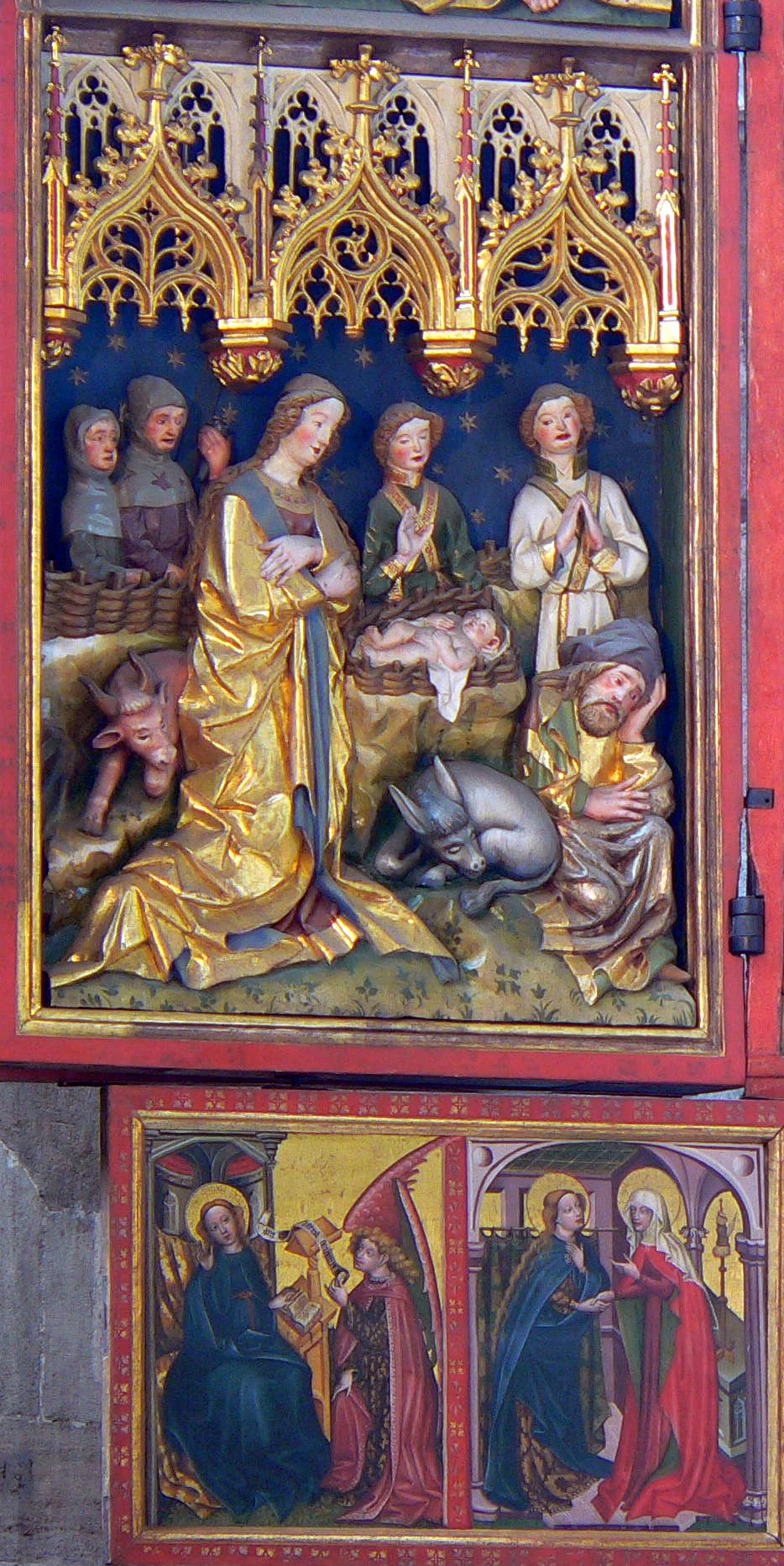
Lewe skrzydło boczne, strefa dolna: Boże Narodzenie oraz lewe skrzydło predelli: Zwiastowanie i Nawiedzenie Marii
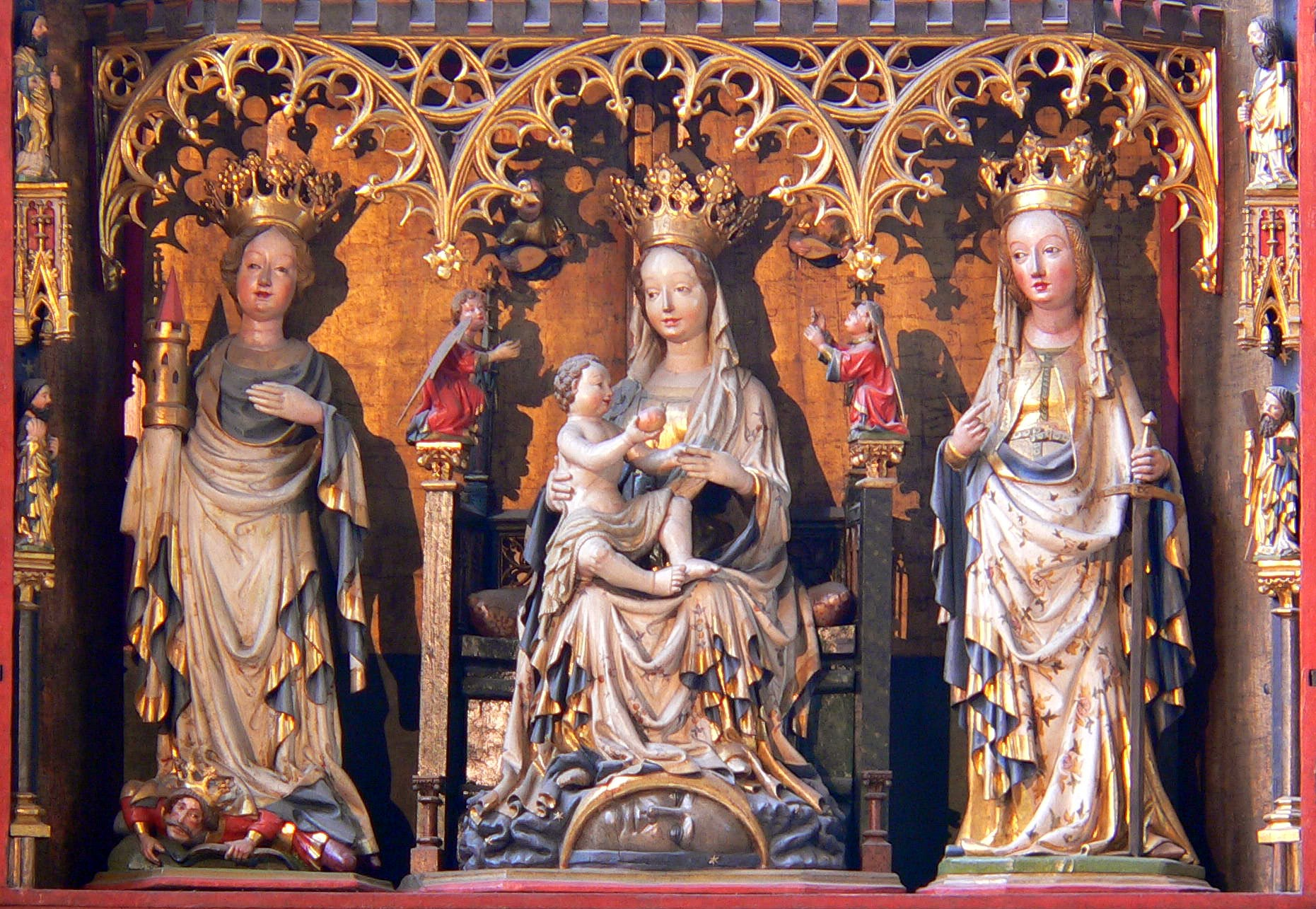
Część środkowa, strefa dolna: Sacra Conversazione - Maria i święte Barbara i Katarzyna
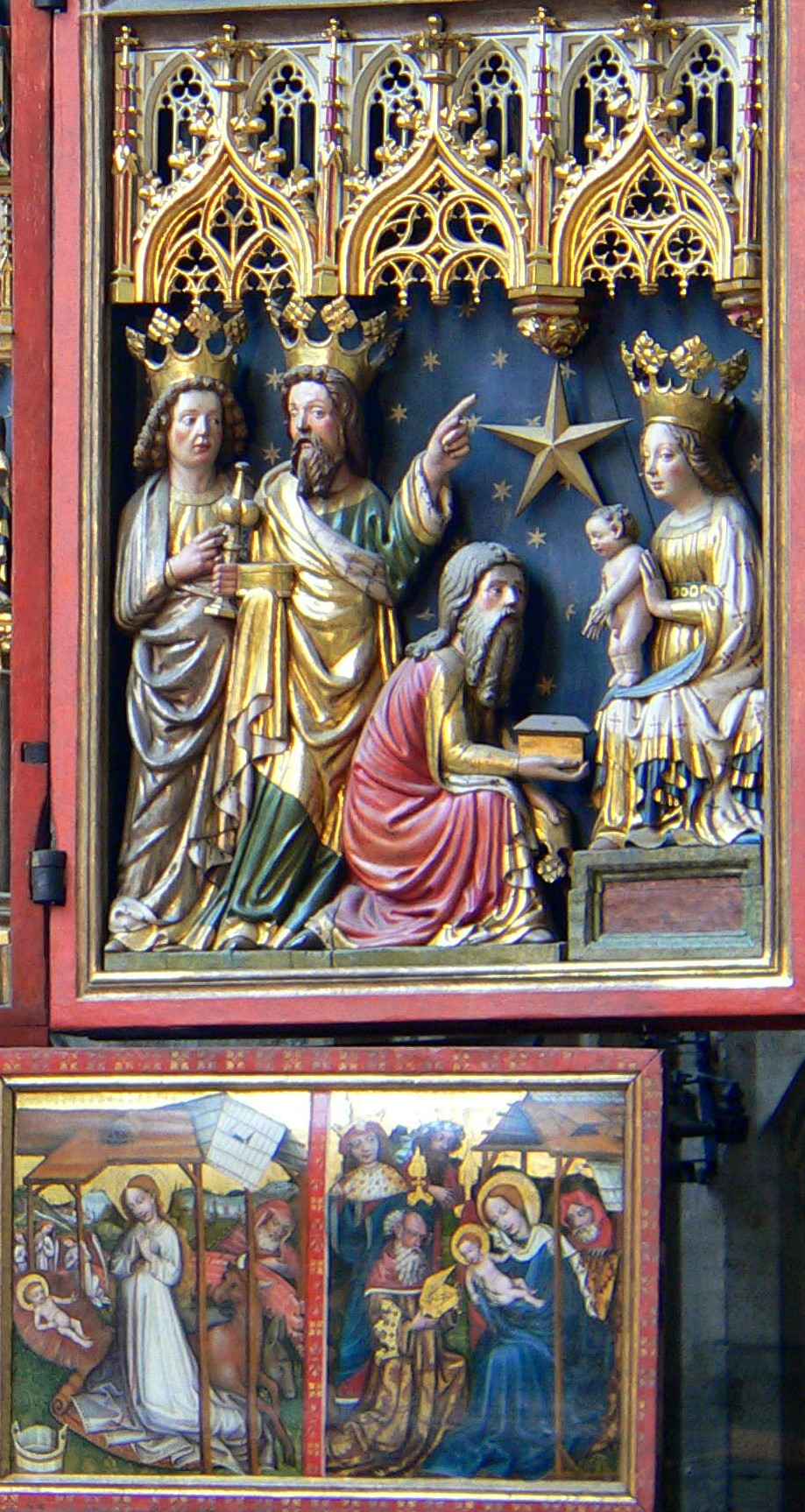
Prawe skrzydło boczne, strefa dolna: Pokłon Trzech Króli oraz prawe skrzydło predelli: Boże Narodzenie i Pokłon Trzech Króli

#### Predella

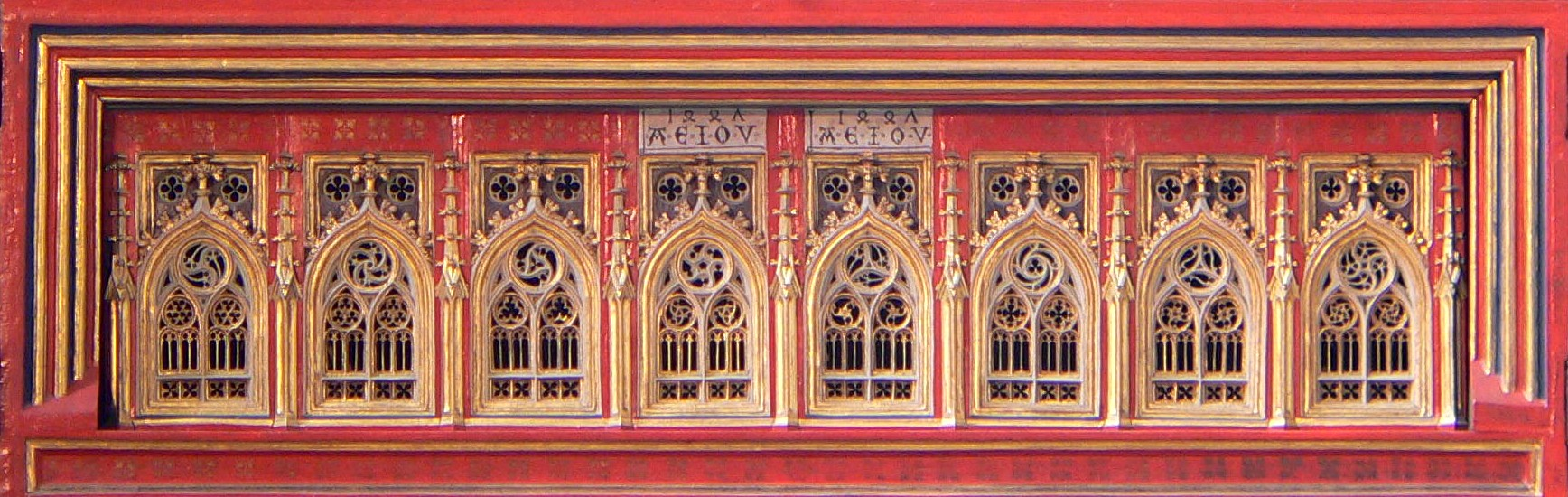
Predella

Schemat ołtarza szafiastego zastosowano także w predelli, przy czym zamykana jest jedną parą dwustronnie malowanych skrzydeł. Zasadniczą częścią predelli jest repozytorium na relikwie zakryte ażurową ścianą, podzieloną na osiem ostrołukowych arkadek z maswerkami. Pomiędzy arkadkami niskie sterczyny. Pośrodku, powyżej dwóch arkad na czerwonym obramieniu widnieje podwójna inskrypcja o treści A.E.I.O.U. z datą 1447.
Na awersach skrzydeł zamykających predellę następujące sceny:
| - Zwiastowanie (25) | - Nawiedzenie (26) | - Boże Narodzenie (27) | - Pokłon Trzech Króli (28) |

Rdzeń stanowi dwudzielna szafa (część środkowa, korpus) z pełnoplastycznymi figurami wykonanymi z drewna lipowego oraz dekoracją architektoniczną wykonaną ze świerczyny. Te same materiały zużyto w pozostałych partiach snycerskich. Związek rzeźby z malarstwem podkreśla użyta we wszystkich partiach rzeźbionych polichromia. Pozostałe elementy ołtarza są malowane techniką tempery na tle ze złota płatkowego. Do szafy podporządkowano i dopasowano dwie pary ruchomych skrzydeł oraz predellę z parą ruchomych skrzydeł oraz nieistniejące dziś zwieńczenie. Całość (z mensą) liczyła około 10 metrów wysokości, a szerokość po otwarciu skrzydeł osiąga ponad pięć i pół metra. Mensa, na której pierwotnie stało retabulum znajduje się w pierwotnym miejscu całego ołtarza.

## Analiza

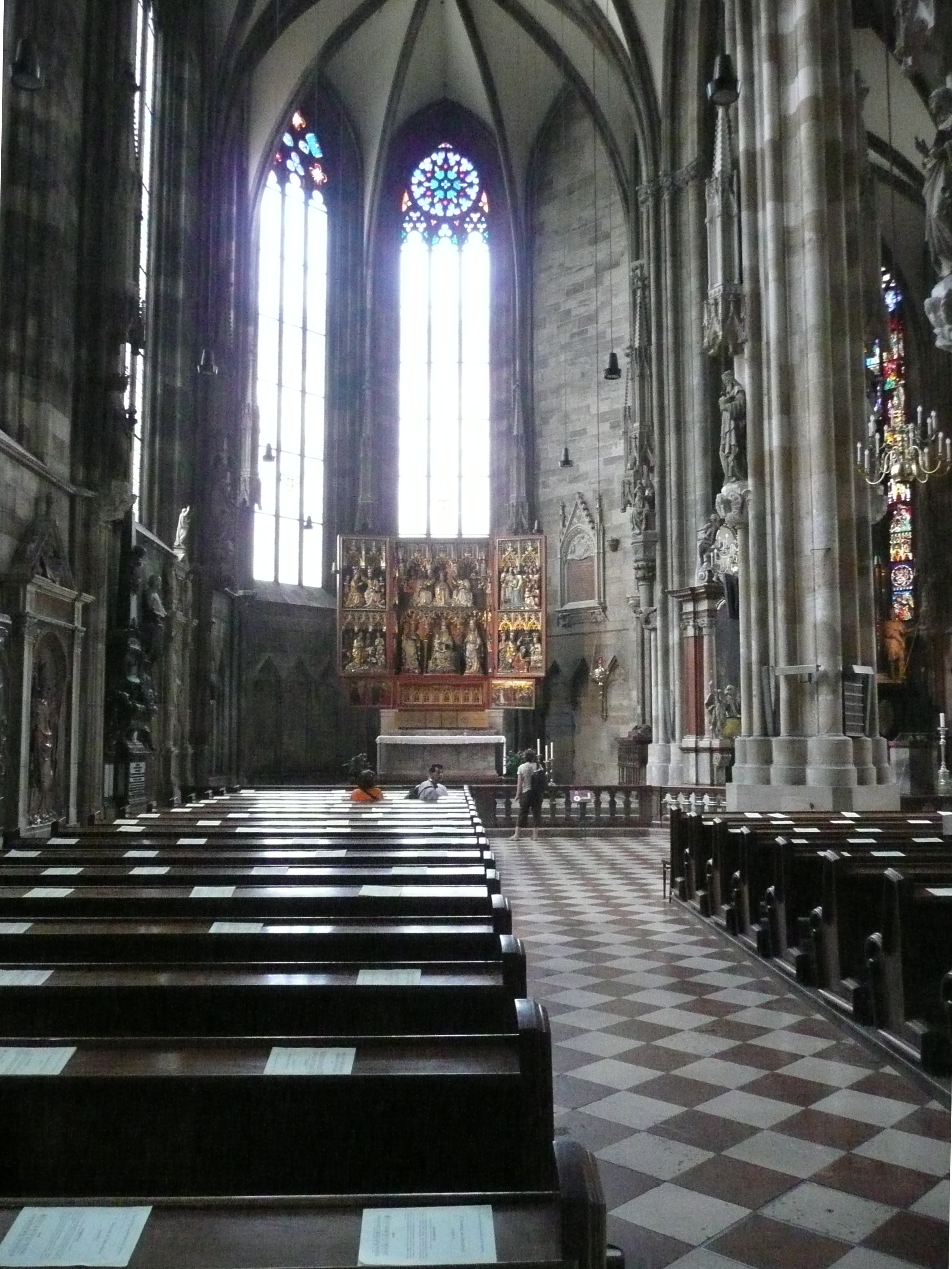
Ołtarz z Wiener Neustadt – widok wraz z otaczającym go wnętrzem północnej nawy prezbiterium

Ołtarz z Wiener Neustadt jest przykładem klasycznego retabulum szafiastego, uniwersalnego typu ołtarza w okresie gotyku, jednakże skomplikowana struktura dzieła jest efektem ewolucji która miała miejsce w późnym gotyku wynikającej z potrzeby dostatecznego z punktu duchowo-religijnego wyrażenia treści. Wykształconemu duchowieństwu nie wystarczało dosłowne przedstawienia wizerunków Chrystusa, Marii lub świętych oraz inne podobne tematy dlatego też częstokroć kreowało bardzo wysublimowane programy ikonograficzne. Stąd też wiele retabulów, w tym z Wiener Neustadt charakteryzuje się skomplikowaną strukturą, wysublimowanymi treściami ideowymi, mnogością wizerunków świętych.
Bogaty program ikonograficzny retabulum uzasadniony jest ideą kultu Wszystkich Świętych, wyrażanego m.in. poprzez Litanię. Struktura i kompozycja oraz funkcja całości retabulum ma związek z hierarchią świętych, zaakcentowaną także w Litanii. Ukazani na kwaterach malowanych święci w liczbie 72 byli ukazywani w dni powszechne oraz niedziele. Natomiast w dni świąteczne retabulum całkowicie otwierano z racji ukazania wiernym Marii oraz Trójcy Świętej wzywanych na początku Litanii, co stanowi najwyższy punkt w hierarchii wyróżniony w retabulum nie tylko od strony technicznej, kompozycyjnej ale także liturgicznej. Rzeźbione sceny Zaśnięcia, Wniebowzięcia oraz Koronacji Matki Bożej znalazły swoje miejsce w całości kompozycji otwartego retabulum, stanowią plastyczną dominantę, każde z tych epizodów było uwzględniane w dni świąteczne kalendarza liturgicznego. Związek Marii z Trójcą Świętą podkreśla ukazana w sposób pełnoplastyczny scena Koronacji.
Od strony stylistycznej ołtarz ten jest cennym przykładem późnej recepcji form charakterystycznych dla stylu pięknego.

### Literatura do artykułu
- Reinhard H. Gruber, Robert Bouchal, Der Stephansdom. Monument des Glaubens - Stein gewordene Geschichte, Wien 2005. ISBN 3-85431-368-3.
- Rupert Feuchtmüller, Der Wiener Stephansdom, Peter Kodera, Wien: Wiener Dom-Verl, 1978, ISBN 3-85351-092-2, OCLC 4743847. Brak numerów stron w książce
- Richard Kurt Donin, Der Wiener Stephansdom und seine Geschichte, Wien 1952.
- Otto Pächt, Österreichische Tafelmalerei der Gotik, Augsburg 1929, s. 71.
- Arthur Saliger (hrsg.), Österreichische Galerie Belvedere: Der Wiener Neustädter Altar in St. Stephan in Wien, Wien 2004.
- Alfred Stange, Deutsche Malerei der Gotik, Bd. 11: Österreich und der ostdeutsche Siedlungsraum von Danzig bis Siebenbürgen in der Zeit von 1400 bis 1500, München-Berlin 1961, s. 33 nn.
- Erich Strohmer, Die Malerei der Gotik in Wien. [w:] Richard Kurt Donin, Geschichte der bildenden Kunst in Wien, Bd. 2: Gotik, Wien 1955, s. 190.
- Meister des Friedrich-Altares von 1447, Ulrich Thieme, Felix Becker u. a.: Allgemeines Lexikon der Bildenden Künstler von der Antike bis zur Gegenwart. Band 37, E. A. Seemann, Leipzig 1950, s. 108.
- Marlene Zykan, Der Stephansdom, Wien-Hamburg 1981. ISBN 3-552-03316-5

### Literatura dodatkowa
- Ludwig von Baldass, Der Wiener Schnitzaltar, [w:] Jahrbuch der Kunsthistorischen Sammlungen in Wien NF IX 1935.
- Otto Benesch, Der Meister des Krainburger Altares, [w:] Wiener Jahrbuch für Kunstgeschichte VII 1930, s. 120.
- Otto Benesch, In: Wallraf-Richartz-Jahrbuch. Westdeutsches Jahrbuch für Kunstgeschichte NF 1 (1930), S. 66.
- Walther Buchowiecki, Geschichte der Malerei in Wien. [w:] Geschichte der Stadt Wien, Neue Reihe VIII, s. 24.
- Otto Demus, Der Meister von Gerlamos [w:] Jahrbuch der Kunsthistorischen Sammlungen in Wien NF XII (1938), S. 103.
- Karl Garzarolli-Thurnlackh, Die steirischen Malerschulen bis zur Mitte des 15. Jahrhunderts, [w:] Das Joanneum 3 (1943), s. 217.
- Karl Oettinger, Meister des Friedrichsaltares von 1447 [w:] Jahrbuch der preussischen Kunstsammlung 58 (1937)
- Rudolf Bachleitner (hrsg.), Der Stephansdom. Geschichte, Denkmäler, Wiederaufbau. Ausstellung veranstaltet von der Dom- und Metropolitankirche zu St. Stephan im Österreichischen Museum für angewandte Kunst, Wien. Sept.-Nov. 1948. Wien 1948, s. 63. Nr. 199, 200.
- Hans Tietze, Michael Engelhart Geschichte und Beschreibung des St. Stephansdomes in Wien, (= Österreichische Kunsttopographie 23, Wien 1931), s. 273 nn.